# Diplocolenus uniformis
Diplocolenus uniformis är en insektsart som beskrevs av Anufriev 1970. Diplocolenus uniformis ingår i släktet Diplocolenus och familjen dvärgstritar. Inga underarter finns listade i Catalogue of Life.